# Mercedes-Benz Mittelschwerer Frontlenker-Lastwagen
Der Mittelschwere Frontlenker-Lastwagen war eine Lkw-Baureihe von Daimler-Benz.
Daimler-Benz hielt sich mit dem Bau von Frontlenker-Fahrzeugen lange zurück und behielt die Haubenform bei. Fahrzeugfabriken wie Wackenhut, Schenk, Kässbohrer oder Kögel bauten daher Hauber-Fahrgestelle zu Frontlenkern mit eigenen Fahrerhäusern und Aufbauten um. Dieser Umbau entfiel, als Daimler-Benz 1955 das Frontlenker-Fahrgestell LP 312 anbot. 

## Modellgeschichte
Mitte der 1950er-Jahre nahm die internationale Nachfrage nach Frontlenkerkabinen jedoch zu und in Deutschland drohten restriktive Vorschriften für Maße und Gewichte. Als erster werksmäßiger Frontlenker wurde im Juni 1955 der LP 315 angeboten, wobei das „L“ in der Typenbezeichnung des LP 315 wie gewohnt für „Lastwagen“ steht, während das neu hinzutretende „P“ nun Pullman bedeutet. Der Begriff stammt aus dem amerikanischen Eisenbahnbau: Als „Pullman-Trains“ hatten einst stromlinienförmige Personenzüge des Erfinders George Mortimer Pullman in den USA Furore gemacht. Als Basisfahrzeug diente der Langhauber L 315, Motor war der Vorkammer-Diesel OM 315 mit 145 PS. Bei einem zulässigen Gesamtgewicht von 14,9 t bot der LP 315 8,2 Tonnen Nutzlast, Die Kabine wurde von Wackenhut geliefert.
1957 wurde der LP 315 vom LP 326 abgelöst. Äußerlich unterschied sich der LP 326 vom Vorgänger im Fahrerhausbereich durch seitliche Ausstellfenster und einen kürzeren vorderen Überhang. Der neue Motor OM 326 bot nun 200 PS. Im Januar 1958 musste der LP 326 als Reaktion auf die Seebohm’schen Gesetze dem „Tausendfüßler“ LP 333 weichen. Im Export trat der LP 332 die Nachfolge des LP 326 an. Als Zweiachser mit den ab 1958 nur noch zulässigen 12 t Gesamtgewicht bot Daimler-Benz ab 1957 den LP 329 an, bei dem der Vorkammer-Dieselmotor OM 315 mit 145 PS weiterverwendet wurde. Als ab 1960 wieder zweiachsige 16-Tonner in Deutschland erlaubt waren, folgte mit dem LP 334 eine Weiterentwicklung des LP 326. Der erste leichte Frontlenker mit werksmäßigem Fahrerhaus war der ab 1957 produzierte LP 321.

## Modelle
| Modelle bis 1963              | Modelle ab 1963 | Motor               | Leistung bei Drehzahl                                        | Max. Drehmoment                              |
| ----------------------------- | --------------- | ------------------- | ------------------------------------------------------------ | -------------------------------------------- |
| LP 315                        |                 | OM 315.I            | 107 kW (145 PS) bei 2.100/min                                | 55 mkp bei 1.300/min                         |
| LP 323                        | LP 710          | OM 321              | 74 kW (100 PS) bei 3.000/min                                 | 27 mkp bei 1.600/min                         |
| LP 321                        | LP 911          | OM 321              | 74 kW (100 PS) bei 3.000/min                                 | 30,5 mkp bei 1.600/min                       |
| LP 328                        |                 | OM 312, OM 321      | 74 kW (100 PS) bei 3.000/min, 81 kW (110 PS) bei 3.000/min   | 27 mkp bei 1.600/min, 30,5 mkp bei 1.600/min |
| LP 322                        | LP 1113         | OM 321, OM 322      | 81 kW (110 PS) bei 3.000/min, 93 kW (126 PS) bei 2.800/min   | 30,5 mkp bei 1.600/min, 36 mkp bei 1.600/min |
| LP 327                        | LP 1413         | OM 321, OM 322      | 81 kW (110 PS) bei 3.000/min, 93 kW (126 PS) bei 2.800/min   | 30,5 mkp bei 1.600/min, 36 mkp bei 1.600/min |
| LP 329                        |                 | OM 315.I, OM 326.IV | 107 kW (145 PS) bei 2.100/min, 127 kW (172 PS) bei 2.200/min | 55 mkp bei 1.300/min, 58 mkp bei 1.300/min   |
| weitere Kombinationen möglich |                 |                     |                                                              |                                              |